# Royal Sporting Club Anderlecht (féminines)
Pour les articles homonymes, voir Anderlecht (homonymie).
Actualités
Dernière mise à jour : 28 janvier 2025.
Le RSC Anderlecht, fondé en 1971, est un club belge de football féminin situé à Anderlecht dans la banlieue de Bruxelles. C'est le club qui a remporté le plus de Coupe de Belgique : 11 et joué le plus de finales : 19.

## Histoire
Lorsque l'Union belge de football a officiellement organisé le football féminin en 1971, le Vlug Op Wemmel a créé une équipe féminine qui a directement débuté au niveau national.
En août 1974, l'équipe féminine est devenue indépendante, a pris le nom Wemmel Dames 71. L'équipe a été l'une des premières équipes en D1. En 1975, 1976 et 1977, elle a terminé troisième.
En juillet 1978, changement de nom: Brussels Dames 71. Après plusieurs années difficiles, Brussels D71 devient l'un des meilleurs clubs de Belgique, en 1984, le club remporte sa première Coupe de Belgique suivi d'une deuxième victoire la saison suivante. En 1987, Bruxelles D71 devient champion pour la première fois de son histoire et réalise également le doublé championnat-Coupe.
Les saisons suivantes, Brussels D71 performe moins mais va en trois fois de suite en finale de la Coupe de Belgique, toujours contre Standard de Liège. Ce sont deux défaites en 1989, 1990 et une victoire en 1991.
En 1993, Brussels D71 fusionne avec  le RSC Anderlechtois, devient la section féminine du RSC Anderlecht, et cesse d'exister en tant que club indépendant. En 1994, le RSC Anderlecht remporte une cinquième coupe nationale. Un an plus tard, le club devient champion. Après une deuxième place et une victoire en coupe en 1996, deux titres de champion sont remportés en 1997 et 1998.
Dans la première décennie du 21e siècle, le RSC Anderlecht reste au sommet mais le club ne gagne pas beaucoup de prix. Le club dispute quatre autres finales de coupe mais n'en gagne qu'une et termine quatre fois à la deuxième place en championnat.
De 2012 à 2015, le RSC Anderlecht participe à la BeNeLigue mais ne joue pas les premiers rôles. Une Coupe de Belgique est toutefois remportée en 2013.
En 2015, la Super League est créée, le RSC Anderlecht termine 3e de la première édition puis 2e et est enfin champion en 2018, vingt ans après son dernier titre. Les Anderlechtoises renouvellent leur titre en 2019.
En Ligue des champions, pour sa première participation en 2018-2019, le RSC Anderlecht est éliminé au 1er tour de qualification. La saison 2019-2020 voit le club bruxellois être un des organisateurs d'une des poules de qualification, grâce à cela, le RSC Anderlecht se qualifie pour les 16e de finale. Ceux-ci se déroulent contre le BIIK Kazygurt. Après un nul, 1-1, à Anderlecht, les Bruxelloises sont battues 2-0 au Kazakhstan et donc éliminées.
La saison suivante, le RSC Anderlecht bat Linfield LFC sur le score de 8-0 au premier tour de qualification. Mais il est battu à domicile par le Benfica Lisbonne sur le score de 1-2 lors du deuxième tour et ne parvient pas à se qualifier pour les 16e de finale.
En mars 2021, Johan Walem est annoncé comme entraîneur à partir de la saison 2021-2022. Il succède ainsi à Patrick Wachel. En mai 2022, il est remplacé par Dave Mattheus. Le 19 janvier 2025, Farid Goreishvand devient le nouveau entraîneur. 

## Palmarès
- Champion de Belgique (11) : 1987 - 1995 - 1997 - 1998 - 2018 - 2019 - 2020 - 2021 - 2022 - 2023 - 2024
- Vice-champion de Belgique (12) : 1979 - 1990 - 1996 - 2000 - 2004 - 2006 - 2007 - 2008 - 2011 - 2012 - 2014 - 2017
- Coupe de Belgique (11) : 1984 - 1985 - 1987 - 1991 - 1994 - 1996 - 1998 - 1999 - 2005 - 2013 - 2022
- Finaliste de la Coupe de Belgique (8): 1985 - 1989 - 1990 - 2004 - 2008 - 2010 - 2016 - 2017 - 2025
- Vainqueur de la Super Coupe de Belgique (3) : 1995 - 1996 - 1997
- Doublé Championnat de Belgique-Coupe de Belgique (3): 1987 - 1998 - 2022
- Vainqueur du Tournoi de Menton (4) : 1996 - 1998 - 1999 - 2009

### Bilan
- 23 titres

### Records

#### Championnat de Belgique de football féminin
- 47 saisons en D1 y compris les deux premières saisons disputées en séries provinciales.
- 13 x 2e : 1980, 1983, 1985, 1987, 1988, 1991, 1994, 2008, 2011, 2012, 2014, 2017 , 2025
- 11 x 3e : 1975, 1976, 1977, 1979, 1994, 1996, 1999, 2001, 2005, 2013, 2015

#### Coupe de Belgique de football féminin
- 11: le plus grand nombre de victoires
- 19: le plus grand nombre de finales

#### Super League
- 95: le plus grand nombre de buts marqués en phase classique (2020-2021)

### Bilan européen
Note : dans les résultats ci-dessous, le score du club est toujours donné en premier
| Saison    | Compétition         | Tour                      | Club             | Domicile     | Extérieur    | Total        |
| --------- | ------------------- | ------------------------- | ---------------- | ------------ | ------------ | ------------ |
| 2018-2019 | Ligue des champions | Phase de qualification    | Glasgow City FC  | 2-1          | 2-1          | Deuxième     |
| 2018-2019 | Ligue des champions | Phase de qualification    | Górnik Łęczna    | 0-1          | 0-1          | Deuxième     |
| 2018-2019 | Ligue des champions | Phase de qualification    | FC Martve        | 10-0         | 10-0         | Deuxième     |
| 2019-2020 | Ligue des champions | Phase de qualification    | PAOK             | 5-0          | 5-0          | Premier      |
| 2019-2020 | Ligue des champions | Phase de qualification    | Lillestrøm       | 3-2          | 3-2          | Premier      |
| 2019-2020 | Ligue des champions | Phase de qualification    | Linfield         | 3-1          | 3-1          | Premier      |
| 2019-2020 | Ligue des champions | 16e de finale             | BIIK Kazygurt    | 1-1          | 0-2          | 1-3          |
| 2020-2021 | Ligue des champions | 1er tour de qualification | Linfield LFC     | 8-0          | N/A          | 8-0          |
| 2020-2021 | Ligue des champions | 2e tour de qualification  | Benfica Lisbonne | 1-2          | N/A          | 1-2          |
| 2021-2022 | Ligue des champions | 1er tour de qualification | FC Hayasa        | 3-0          | 3-0          | 3-0          |
| 2021-2022 | Ligue des champions | 1er tour de qualification | ŽNK Osijek       | 0-1          | 0-1          | 0-1          |
| 2022-2023 | Ligue des champions | 1er tour de qualification | UKS SMS Łódź     | 3-2          | 3-2          | 3-2          |
| 2022-2023 | Ligue des champions | 1er tour de qualification | KuPS Kuopio      | 2-2 (3-4tab) | 2-2 (3-4tab) | 2-2 (3-4tab) |

- 14 matches ; 8 victoires, 5 défaites; 1 nul; 42 buts marqués, 15 buts encaissés

## Rivalités
Les principales rivales d'Anderlecht sont le Standard de Liège, contre qui elles disputent le Clasico féminin belge.